# Torneo di Wimbledon 2016 - Qualificazioni doppio femminile
Le qualificazioni del doppio femminile del Torneo di Wimbledon 2016 sono state un torneo di tennis preliminare per accedere alla fase finale della manifestazione. I vincitori dell'ultimo turno sono entrati di diritto nel tabellone principale. In caso di ritiro di uno o più giocatori aventi diritto a questi sono subentrati i lucky loser, ossia i giocatori che hanno perso nell'ultimo turno ma che avevano una classifica più alta rispetto agli altri partecipanti che avevano comunque perso nel turno finale.

## Teste di serie
1. Yang Zhaoxuan /  Zhang Kailin (ultimo turno)
2. Elise Mertens /  An-Sophie Mestach (qualificate)
3. Vera Dushevina /  Marina Melnikova (primo turno)
4. Shūko Aoyama /  Makoto Ninomiya (qualificate)

1. Chan Chin-wei /  Han Xinyun (qualificate)
2. Asia Muhammad /  Taylor Townsend (ultimo turno)
3. Demi Schuurs /  Renata Voráčová (qualificate)
4. Jessica Moore /  Varatchaya Wongteanchai (ultimo turno)

## Qualificati
1. Demi Schuurs /  Renata Voráčová
2. Elise Mertens /  An-Sophie Mestach

1. Chan Chin-wei /  Han Xinyun
2. Shūko Aoyama /  Makoto Ninomiya

## Tabellone qualificazioni

### Legenda
| - Q = Qualificato - WC = Wild card - LL = Lucky loser | - ALT = Alternate - SE = Special Exempt - PR = Protected Ranking | - w/o = Walkover - r = Ritirato - d = Squalificato |

### Sezione 1
|  | Primo turno | Primo turno                          | Primo turno                         | Primo turno | Primo turno |  |  | Ultimo turno | Ultimo turno                 | Ultimo turno | Ultimo turno | Ultimo turno |  |
|  |             |                                      |                                     |             |             |  |  |              |                              |              |              |              |  |
|  | 1           | Yang Zhaoxuan Zhang Kailin           | Yang Zhaoxuan Zhang Kailin          | 6           | 6           |  |  |              |                              |              |              |              |  |
|  |             | Anastasija Sevastova Stephanie Vogt  | Anastasija Sevastova Stephanie Vogt | 2           | 4           |  |  | 1            | Yang Zhaoxuan Zhang Kailin   | 6            | 6(1)         | 4            |  |
|  |             | Verónica Cepede Royg Teliana Pereira | 6                                   | 3           | 3           |  |  | 7            | Demi Schuurs Renata Voráčová | 0            | 7            | 6            |  |
|  | 7           | Demi Schuurs Renata Voráčová         | 3                                   | 6           | 6           |  |  |              |                              |              |              |              |  |

### Sezione 2
|  | Primo turno | Primo turno                           | Primo turno                           | Primo turno | Primo turno |  |  | Ultimo turno | Ultimo turno                          | Ultimo turno                          | Ultimo turno | Ultimo turno |  |
|  |             |                                       |                                       |             |             |  |  |              |                                       |                                       |              |              |  |
|  | 2           | Elise Mertens An-Sophie Mestach       | Elise Mertens An-Sophie Mestach       | 6           | 6           |  |  |              |                                       |                                       |              |              |  |
|  |             | Aliaksandra Sasnovich Anna Tatishvili | Aliaksandra Sasnovich Anna Tatishvili | 3           | 4           |  |  | 2            | Elise Mertens An-Sophie Mestach       | Elise Mertens An-Sophie Mestach       | 6            | 6            |  |
|  |             | Viktorija Golubic Carina Witthöft     | Viktorija Golubic Carina Witthöft     | 4           | 63          |  |  | 8            | Jessica Moore Varatchaya Wongteanchai | Jessica Moore Varatchaya Wongteanchai | 0            | 4            |  |
|  | 8           | Jessica Moore Varatchaya Wongteanchai | Jessica Moore Varatchaya Wongteanchai | 6           | 7           |  |  |              |                                       |                                       |              |              |  |

### Sezione 3
|  | Primo turno | Primo turno                     | Primo turno                     | Primo turno | Primo turno |  |  | Ultimo turno | Ultimo turno                    | Ultimo turno                    | Ultimo turno | Ultimo turno |  |
|  |             |                                 |                                 |             |             |  |  |              |                                 |                                 |              |              |  |
|  | 3           | Vera Dushevina Marina Melnikova | Vera Dushevina Marina Melnikova | 2           | 2           |  |  |              |                                 |                                 |              |              |  |
|  |             | Andreea Mitu Patricia Maria Țig | Andreea Mitu Patricia Maria Țig | 6           | 6           |  |  |              | Andreea Mitu Patricia Maria Țig | Andreea Mitu Patricia Maria Țig | 2            | 2            |  |
|  |             | Kateryna Kozlova Mandy Minella  | Kateryna Kozlova Mandy Minella  | 1           | 3           |  |  | 5            | Chan Chin-wei Han Xinyun        | Chan Chin-wei Han Xinyun        | 6            | 6            |  |
|  | 5           | Chan Chin-wei Han Xinyun        | Chan Chin-wei Han Xinyun        | 6           | 6           |  |  |              |                                 |                                 |              |              |  |

### Sezione 4
|  | Primo turno | Primo turno                   | Primo turno                   | Primo turno | Primo turno |  |  | Ultimo turno | Ultimo turno                  | Ultimo turno                  | Ultimo turno | Ultimo turno |  |
|  |             |                               |                               |             |             |  |  |              |                               |                               |              |              |  |
|  | 4           | Shūko Aoyama Makoto Ninomiya  | Shūko Aoyama Makoto Ninomiya  | 6           | 7           |  |  |              |                               |                               |              |              |  |
|  | WC          | Harriet Dart Katy Dunne       | Harriet Dart Katy Dunne       | 4           | 5           |  |  | 4            | Shūko Aoyama Makoto Ninomiya  | Shūko Aoyama Makoto Ninomiya  | 7            | 6            |  |
|  | Alt         | Tamira Paszek Evgeniya Rodina | Tamira Paszek Evgeniya Rodina | 0           | 4           |  |  | 6            | Asia Muhammad Taylor Townsend | Asia Muhammad Taylor Townsend | 62           | 4            |  |
|  | 6           | Asia Muhammad Taylor Townsend | Asia Muhammad Taylor Townsend | 6           | 6           |  |  |              |                               |                               |              |              |  |